# Iulia Lumânare
Iulia Lumânare (n. 27 iulie 1983, București) este o actriță română de scenă, voce și film.

## Biografie

### Educație
Iulia Lumânare a absolvit Universitatea Națională de Artă Teatrală și Cinematografie I.L. Caragiale, la secția actorie, în 2005.

## Filmografie

### Filme
| An   | Titlul                   | Rol                | Note                                                                    |
| ---- | ------------------------ | ------------------ | ----------------------------------------------------------------------- |
| 2009 | Caravana cinematografică | Corina             | Nominalizată - Premiul Gopo pentru Cea mai bună actriță în rol secundar |
| 2011 | Jocul asasinilor         | Maria Leonte       |                                                                         |
| 2013 | Matei copil miner        | Chelnerița         |                                                                         |
| 2013 | Walking with the Enemy   | Horthy's Secretary |                                                                         |
| 2016 | Vânătoare                | Denisa             |                                                                         |
| 2017 | Ana, mon amour           | Simona             |                                                                         |
| 2017 | Pororoca                 | Cristina           | Premiul Gopo pentru Cea mai bună actriță în rol secundar                |
| 2018 | Proiecte de trecut       | Turica Bazan       |                                                                         |
| 2019 | Cărturan                 | Director adjunct   |                                                                         |

### În televiziune
| An        | Titlul        | Rol        | Canal | note_de_subsol |
| --------- | ------------- | ---------- | ----- | -------------- |
| 2006-2007 | La urgență    | Lili Stan  | TVR1  |                |
| 2014      | Rămâi cu mine | Eva Anghel | HBO   |                |

## Premii, recunoaștere
În 2019 a obținut Premiul Gopo pentru cel mai bun rol secundar feminin și premiul Uniunii Cineaștilor din România (UCIN) pentru cel mai bun rol principal feminin.

## Interviuri
- A List Magazine[nefuncțională]
 — Cinema mood: cum trăiește actrița Iulia Lumânare, pe care o vedem în „Pororoca”
- Libertatea.ro — VIDEO/Actrița Iulia Lumânare: „Dacă mă trezești dimineața, e mai bine să te ferești din calea mea”